# Championnats d'Afrique de descente de canoë-kayak
Les Championnats d'Afrique de descente de canoë-kayak sont une compétition sportive de canoë-kayak dans laquelle sont engagés les meilleurs pratiquants de canoë-kayak du continent africain.
La première édition a lieu en 2013.

## Éditions
| Année | Ville hôte    | Commentaires |
| ----- | ------------- | ------------ |
| 2013  | Sagana, Kenya | 1re édition  |
| 2015  | Sagana, Kenya | 2e édition   |